# Prix de l’Académie royale de langue et de littérature françaises
Der Prix de l'Académie royale de langue et de littérature françaises (Preis der königlichen Akademie der Sprache und französischen Literatur) ist ein in Belgien vergebener Literaturpreis für frankophone Literatur. Er wird in verschiedenen Kategorien von der namensgebenden Akademie in Brüssel vergeben, wobei die unterschiedlichen Kategorien in verschiedenen Jahresabständen übergeben werden.